# Командный чемпионат мира по русским шашкам 2025 года
Командный чемпионат мира по русским шашкам 2025 года — соревнование по шашкам, которое планируется провести с 2 по 8 ноября в Манавгате (Турция) Международной федерацией шашек (IDF) в форматах с классическим контролем времени, быстрая игра и молниеносная игра. К участию в соревнованиях допускаются по одной мужской и женской команде от каждой национальной федерации члена Международной федерации шашек.

## Регламент
Состав команд у мужчин: 3 спортсмена плюс 3 запасных игрока. У женщин: 2 спортсменки плюс 2 запасных игрока. Рассадка игроков по доскам на все туры будет производиться согласно заявке, поданной перед туром.
Соревнования в обеих программах будут проводиться по системе микро-матчей из двух партий. У мужчин и женщин на всех досках проводится жеребьевка начальных ходов.
Места команд определятся по наибольшей сумме очков, набранных всеми участниками команды. В случае равенства очков места команд определяются в соответствии с официальными Правилами игры и соревнований IDF.
| Место | Команда | Всего очков | Очки за матч |

| Место | Команда | Всего очков | Очки за матч |

## Молниеносная программа
| Место | Команда | Всего очков | Очки за матч |

| Место | Команда | Всего очков | Очки за матч |

## Быстрая программа
| Место | Команда | Всего очков | Очки за матч |

| Место | Команда | Всего очков | Очки за матч |